# Bombacaceae
Bombacaceae is een botanische naam van een familie van flesbomen. Een familie onder deze naam wordt algemeen erkend door systemen van plantenclassificatie, maar niet door het APG-systeem (1998) en het APG II-systeem (2003): deze delen de betreffende planten in bij de vergrote familie Malvaceae; aldaar vormen zij twee groepen, de onderfamilie Bombacoideae en de tribus Durioneae.
De best bekende vertegenwoordigers zijn de Afrikaanse baobab, balsa, doerian en kapokboom. Tegenwoordig wordt de watercacao wel verkocht als kamerplant ("Pachira").
In het Cronquist-systeem (1981) is de plaatsing van deze familie in de orde Malvales.